# P3E
Phase-3-Express (P3E) war ein vom AMSAT Deutschland geplanter und im Bau befindlicher Amateurfunksatellit. Im Januar 2009 sollte P3E ursprünglich in eine Erdumlaufbahn gebracht werden. Der Satellit hätte als Prototyp für das Raumfahrzeug P5A (Phase-5-A) dienen sollen, das nach P3E zum Mars entsandt werden sollte.
P3E hätte eine hochelliptische Bahn (HEO) mit einem Apogäum von ca. 36.000 Kilometern gehabt. Das Startgewicht würde etwa 170 kg betragen, die analogen und digitalen Transponder die Frequenzbereiche 145 MHz, 435 MHz, 1,27 GHz, 2,4 GHz, 5,67 GHz, 10,45 GHz, 24 GHz und 47 GHz abdecken.
Integriert wurde er in den Einrichtungen der AMSAT-DL im Zentralen Entwicklungslabor der Universität Marburg. Projektleiter war Prof. Dr. Karl Meinzer.
Bis zum Jahr 2012 wurden die mechanische Struktur des Satelliten fertiggestellt sowie Solarpanels, Antriebssystem und Treibstofftanks eingebaut. Abschließende Arbeiten wurden verschoben, bis ein Starttermin und die weitere Finanzierung des Projektes geklärt gewesen wären.
Im September 2012 wurde bekannt, dass das Deutsche Zentrum für Luft- und Raumfahrt (DLR) die P5-Mission nicht mehr unterstützt und sich die Universität Marburg aus dem Zentralen Entwicklungslabor zurückzieht, womit die Zukunft des Projekts ungewiss wurde.
Eine Fertigstellung durch das Virginia Tech sowie eine potentielle Startgelegenheit als Sekundärnutzlast einer US-amerikanischen Rakete entstand erneut 2015, wurde aber nicht genutzt.